# Взрывы на оружейном заводе «Ярмук»
Взрывы на оружейном заводе «Ярмук» (Судан) — серия взрывов, происшедших около 0:30 в ночь с 23 на 24 октября 2012 года на заводе по производству боеприпасов «Ярмук», находящемся к югу от столицы Судана — Хартума. В результате взрывов и последующего пожара два человека погибли и один был ранен.

## Последовательность событий
Завод был построен в 1996 году, и по данным суданской оппозиции, принадлежал КСИР
По словам губернатора штата Хартум, Абдель Рахман аль-Хидира, взрывы, вероятно, произошли на основном складе продукции завода.
Ахмед Биляль Осман, министр культуры и информации Судана, заявил, что взрывы стали результатом авиаудара четырёх самолётов и обвинил в этом Израиль. Он также сообщил, что (на месте взрывов) были найдены неразорвавшиеся израильские ракеты. По его данным, было полностью разрушено около 60 % завода, и около 40 % — частично.
Аналитики считают, что Судан в целом используется в качестве производства и базы для контрабандной переправки оружия в Сектор Газа, находящемся под властью исламистской организации ХАМАС, признанной рядом государств террористической организацией.
Согласно анализу военных экспертов Satellite Sentinel Project, целью авиаудара, возможно, были складское помещение длиной порядка 60 м, и партия грузов из около 40 контейнеров длиной 6,5 м. Эксперты назвали возможную ракетную атаку хирургически точным ударом.
Согласно газете Sunday Times, эта операция также «рассматривается как репетиция предстоящего нападения на ядерные объекты Ирана».
В 1997 году США наложили на Судан экономические санкции за поддержку международного терроризма, нарушения прав человека, и предоставление укрытия Усаме Бин-Ладену в середине 1990-х гг..
В 1998 году организация Human Rights Watch сообщила, что согласно данным суданской оппозиции, на заводе Ярмук хранилось иракское химическое оружие, но правительство Судана категорически опровергло эти обвинения. В августе того же года крылатые ракеты США поразили фармацевтический завод «аль-Шифа» в Северном Хартуме, который, по заявлению американцев, был связан с производством химического оружия. Точных доказательств этому приведено не было.
Обвинения в нанесении авиаударов по своей территории предъявлялись Суданом Израилю в 2009 году, когда «был уничтожен конвой боевиков, доставлявших оружие в Сектор Газа» и в 2011 году, после того как был убит высокопоставленный функционер движения ХАМАС Абдель Латифа аль-Ашкара.

## Реакция
- Ахмед Биляль Осман также заявил, что Судан имеет «право на реакцию»[5] и на удар по Израилю[8]. Посол Судана ООН подал жалобу в совета Безопасности ООН[4]. Он также заявил, что Израиль за последние годы три раза нарушил воздушное пространство Судана[11]. Около 300 человек скандировали в Хартуме перед зданиями правительства лозунги «Смерть Израилю» и «Стереть Израиль с карты»[8]. 4 ноября 2012 года второй вице-президент Судана заявил, что «инцидент на заводе не остановит Судан, который непременно продолжит оказывать поддержку ХАМАСу, чьи представители часто посещают Хартум»[12]
- Иран направил в Судан отряд кораблей ВМС Ирана с «посланием мира и дружбы соседним странам», а также с целью «обеспечения безопасности судоходства и грузоперевозок от пиратов»[13][14].
- Официальный Иерусалим, как и ранее, не комментировал обвинения в свой адрес[7][10][12], но «обвинил Судан в том, что он способствует поставкам оружия группировкам ХАМАС и „Хезболлах“ в секторе Газа и Ливане». Судан является ключевым транзитным узлом контрабандных поставок оружия боевикам Эль-Каиды в прошлом и другим группировкам — в настоящем. Согласно газете Гардиан, израильские официальные лица предполагали, что уничтоженный на заводе «Ярмук» груз прибыл в Судан из иранского порта Bandar Abbas для незаконного его ввоза в Египет и дальнейшей переправки из Синая в Сектор Газа по контрабандным туннелям.[15][16].